# Candra Darusman
Candra Darusman (nacido en Bogor, Java Occidental, el 21 de agosto de 1957) es un cantante y músico indonesio, hermano de Marzuki Darusman. En sus comienzos como músico fue parte de dos importantes agrupaciones de jazz de indonesia, como Chaseiro y Karimata, en que colaboró como compositor y eventual vocalista, con hits como "Ceria", "Río de Janeiro" o "Semangat Jiwa Muda", entre otros. Su legado es amplio, siendo reconocido como el mejor artista solitario con la canción titulada Tú [(Kau)] y mi admiración. Alcanzó éxito masivo con su disco de 1983 Kekagumanku del que se desprende el sencillo homónimo el cual actualmente es bastante popular en plataformas como YouTube. Además, él es el fundador de la universidad de jazz que asiste anualmente, esto tuvo su celebración en la Universidad de Indonesia. Actualmente vive en Ginebra, Suiza, y trabajó con la WIPO en calidad de representante de Indonesia.

## Discografía

### Álbumes
- Indahnya Sepi (1981)
- Kekagumanku (1983)